# Friedrich Klockmann
Friedrich Klockmann  (Friedrich Ferdinand Hermann Klockmann) fue un geólogo y mineralogista alemán, que desarrolló su carrera de profesor universitario fundamentalmente en la Universidad Técnica de Aquisgrán. Es especialmente conocido por su libro de texto de mineralogía, "Lehrbuch der Mineralogie", Tratado de Mineralogía, del que se publicaron múltiples ediciones.

## Biografía
Friedrich Klockmann nació el 12 de abril de 1858 en Schwerin, Mecklenburgo (Alemania). Estudió geología y mineralogía en la Academia de Minas de Clausthal y en la Universidad de Rostock, graduándose en 1881, Entró a trabajar en el Servicicio Geológico de Prusia, y en 1887 obtuvo la plaza de profesor de geología y de mineralogía en la Academia de Clausthal, sucediendo a von Groddeck. En 1899 pasó a la Universidad Técnica de Aquisgrán, donde se mantuvo como profesor hasta 1922. Fue nombrado profesor emérito en 1923. Estudió los seleniuros de cobre de Cerro Cacho, Provincia de la Rioja  (Argentina), entre los que descubrió y describió el mineral umangita. También participó en el estudio del mineral klockmannita, que recibió este nombre en su honor. Una montaña situada en la zona central de la Tierra de Wedel Jarsberg, en Spitsbergen, recibió en su honor el nombre de "Klockmannfjellet".

## El Tratado de Mineralogía.
En 1892 publicó el libro "Lehrbuch der Mineralogie", Tratado de Mineralogía, en alemán, que fue un éxito inmediato. la segunda edición se publicó en 1900, y la cuarta en 1922. Tras su muerte, el "Lehrbuch der Mineralogie" se siguió publicando en nuevas ediciones, corregidas y ampliadas por Paul Ramdohr. La edición undécima, ya con los dos autores, se publicó en 1936; y la duodécima edición, en 1942. Esta edición fue traducida al español por Francisco Pardillo, profesor de la Universidad de Barcelona, publicándose en 1947. En 1955 se publicó una segunda edición de esta traducción, corregida según la decimocuarta edición alemana, y en 1961 una segunda tirada de la misma. En los tres casos, Pardillo amplió el texto traducido con datos de localidades españolas para los distintos minerales.  